# Attilio Nicora
Attilio kardinál Nicora (16. března 1937, Varese – 22. dubna 2017) byl italský římskokatolický kněz, vysoký úředník římské kurie a kardinál.

## Životopis
Studoval v semináři ve Venegono a na milánských a římských univerzitách. Kněžské svěcení přijal 27. června 1964, světitelem byl milánský arcibiskup Giovanni Colombo. Byl profesorem a (od roku 1970) rektorem semináře ve Vemegono.

## Biskup
V dubnu 1977 ho papež Pavel VI. jmenoval pomocným biskupem v Miláně. Biskupské svěcení přijal 28. května 1977. V únoru 1987 byl ze svých závazků uvolněn a byl k dispozici Italské biskupské konferenci, vedl mj. výbor spravující církevní majetek a výbor pro charitativní organizace. Od června 1992 do září 1997 byl biskupem Verony, později opět působil v orgánech Italské biskupské konference. V září 2002 byl jmenován předsedou Správy majetku Apoštolského stolce a povýšen na arcibiskupa.

## Kardinál
O rok později, v říjnu 2003, ho papež Jan Pavel II. jmenoval kardinálem.  Dne 19. ledna 2011 ho papež Benedikt XVI. jmenoval předsedou nově založeného Dozorčího úřadu finančních operací, který je něčím na způsob Národní centrální banky státu Vatikán.  Dne 7. července 2011 rezignoval na funkci předsedy Správy majetku Apoštolského stolce, jeho nástupcem se stal kardinál Domenico Calcagno. 